# Niemica (powiat kamieński)
Niemica (hist. Niemcza, niem. Nemitz) – wieś w Polsce położona w województwie zachodniopomorskim, w powiecie kamieńskim, w gminie Golczewo, przy drodze wojewódzkiej nr 106 Rzewnowo – Stargard Szczeciński – Pyrzyce.
W latach 1975–1998 miejscowość należała administracyjnie do województwa szczecińskiego.

## Zabytki

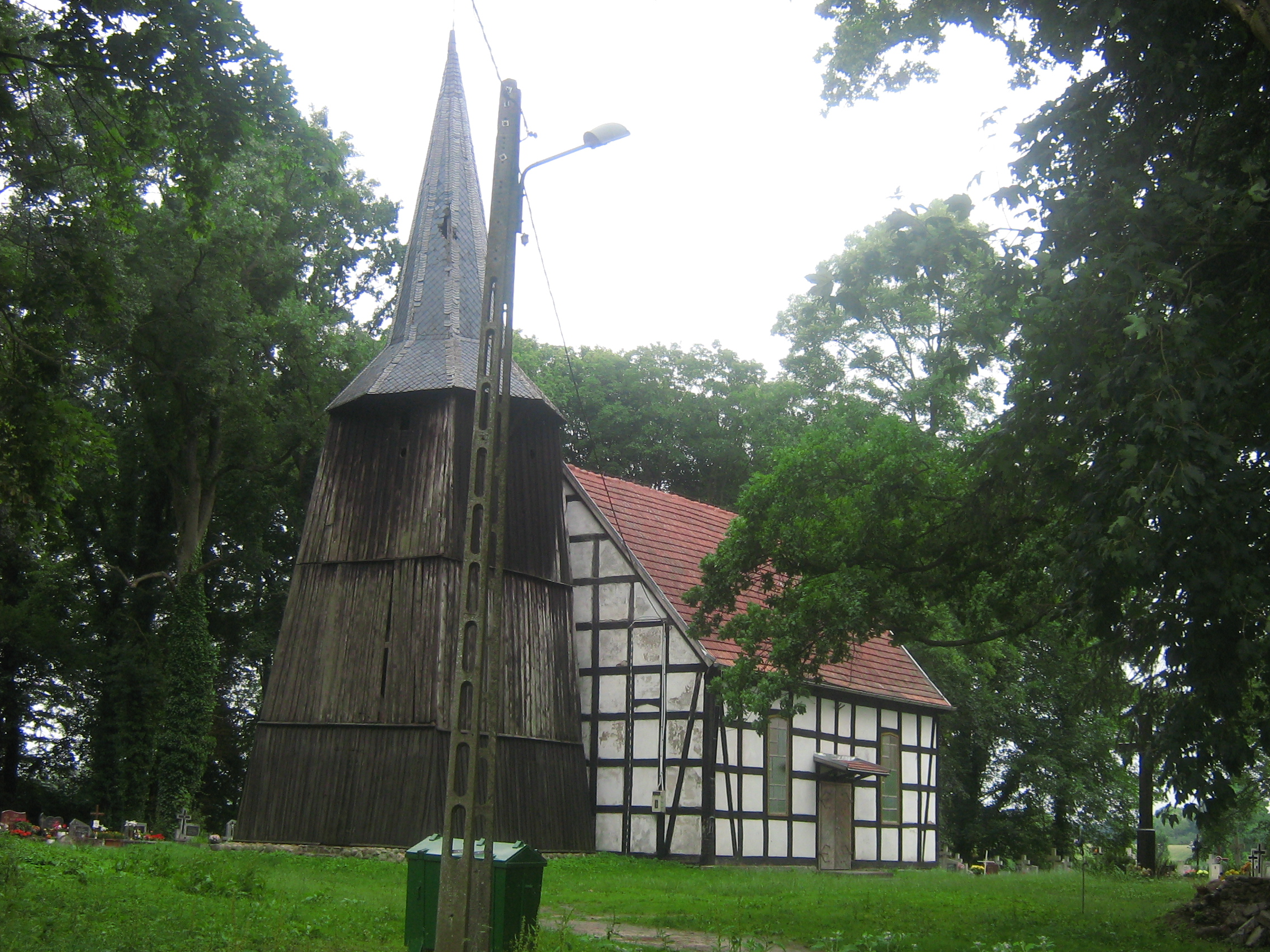
Kościół

- kościół filialny p.w. św. Michała Archanioła, 1780-1795
- zespół dworski:
  - dwór
  - park

### Dwór

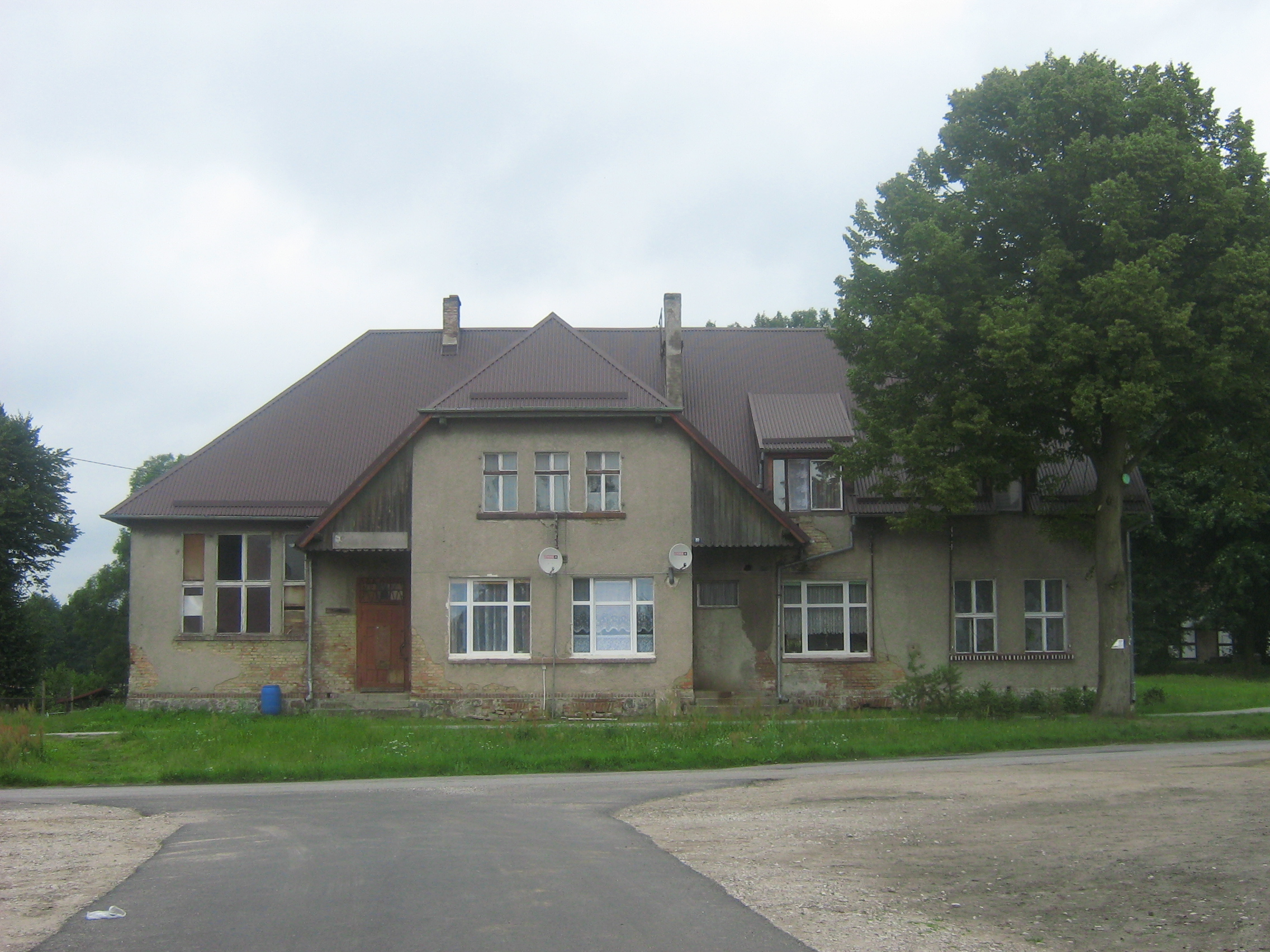
Dwór we wsi

Zbudowany w XIX wieku w stylu pseudoklasycznym. Przebudowany w latach 1960–1965. Wzniesiony z cegły, otynkowany. Budynek wysoko podpiwniczony, parterowy z mieszkalnym poddaszem. Założony na planie prostokąta, dwutraktowy z gankiem zakończonym balkonem na osi fasady, który podtrzymują cztery kolumny. W wejściu głównym neorokokowe drzwi z nadświetlem, w którym znajdują się tarcze herbowe ze zniszczonym rysunkiem. Budynek pokryty dachem dwuspadowym załamanym nad ścianami szczytowymi. We wnętrzu zachowane są trzy kominki; jeden z nich wykonany jest z kafli holenderskich z dekoracją nawiązującą do motywów zdobniczych kafli z Delftu.